# ساوت هون (مینه‌سوتا)
ساوت هون، مینه‌سوتا (به انگلیسی: South Haven, Minnesota) یک شهر در ایالات متحده آمریکا است که در شهرستان رایت واقع شده‌است.

## خصوصیات
ساوت هون ۱٫۶۳ کیلومترمربع مساحت و ۱۸۷ نفر جمعیت دارد و ۳۳۸ متر بالاتر از سطح دریا واقع شده‌است.